# Granitnaya Mountain
Granitnaya Mountain är ett berg i Antarktis. Det ligger i Östantarktis. Norge gör anspråk på området. Toppen på Granitnaya Mountain är 2 880 meter över havet, eller 226 meter över den omgivande terrängen. Bredden vid basen är 1,9 km.
Terrängen runt Granitnaya Mountain är platt österut, men västerut är den kuperad. Trakten är obefolkad. Det finns inga samhällen i närheten.